# Виа ди Рипетта
Виа ди Рипетта (Via di Ripetta) — улица в центре Рима, связывающая Пьяцца дель Пополо с пересечением улиц Виа делла Скрофа, Виа ди Монте Брианцо и Виа делла Фонтана ди Боргезе. Наряду с Виа дель Корсо и Виа дель Бабуино является одним из лучей, расходящихся на юг от Пьяца дель Пополо. Проект ансамбля разрабатывал в 1810—1815 годах архитектор Джузеппе Валадье.
До улицы можно добраться со станций Фламино — Пьяцца-дель-Пополо и Спанья Линии A Римского метрополитена.

## История
Виа ди Рипетта существовала ещё в конце I века до н. э. В начале XVI века улица была отстроена по приказу Папы римского Льва X и стала назваться Виа Леонина (Via Leonina). В 1704 году на Тибре был построен порт Рипетта, тогда же улица приобрела своё современное название. В условно реконструированных «Дневниках Микеланджело» порт упоминается от января 1506 года: «Мрамор продолжает прибывать в порт Рипетта, а река настолько вздулась от дождей, что барки невозможно разгрузить. Тибр вышел из берегов, и под водой оказались ранее выгруженные мраморные глыбы». Порт был разрушен в 1893 году при постройке моста Кавур, а улица сохранила имя до наших дней.

## Достопримечательности
На Виа ди Рипетта расположены Мавзолей Августа, дворец Каппони-делла-Пальма XVI века, здание консерватории XVII века, Институт изящных искусств XIX века, церкви Санта-Мария-Портае-Парадизи, Сан-Рокко-ин-Аугустео, Сан-Джироламо-дельи-Скьявони.
На Виа ди Рипетта родились итальянские политики Элеонора Пиментель Фонсека и Анжело Брунетти.